# Campionati mondiali juniores di slittino 1993
I Campionati mondiali juniores di slittino 1993 si sono disputati a Sigulda, in Lettonia, il 6 e il 7 febbraio 1993. La pista lettone, situata all'interno del distretto della capitale Riga, ospita la manifestazione iridata di categoria per la prima volta.

## Podi[1][2]
| Evento         | Oro | Tempo | Argento                                                                                                  | Tempo | Bronzo                                                                                           | Tempo |
| Singolo Uomini | Armin Zöggeler                                                                                           |       | Rainer Margreiter                                                                                        |       | Markus Kleinheinz                                                                                |       |
| Singolo Donne  | Sonja Manzenreiter                                                                                       |       | Simone Eder                                                                                              |       | Sandra Prokoff                                                                                   |       |
| Doppio         | Andris Neparts Sandris Bērziņš                                                                           |       | Danil Čaban Andrej Klimentiev                                                                            |       | Klavs Vasks Sandris Levzenieks                                                                   |       |
| Gara a squadre | Germania Ronny Heitmann Felix Penner Barbara Niedernhuber Sandra Prokoff Tobias Viertel Michael Osterloh |       | Russia Aleksandr Zubkov Vitalij Nugaev Irina Cherdakova Ekaterina Voronova Danil Čaban Andrej Klimentiev |       | Lettonia Sandris Bērziņš Guntis Rēķis Arnita Cipule Anita Zamuele Andris Neparts Sandris Bērziņš |       |

## Medagliere
| Posiz. | Nazione  | Oro | Argento | Bronzo | Totale |
| ------ | -------- | --- | ------- | ------ | ------ |
| 1      | Austria  | 1   | 2       | 1      | 4      |
| 2      | Lettonia | 1   | 0       | 2      | 3      |
| 3      | Germania | 1   | 0       | 1      | 2      |
| 4      | Italia   | 1   | 0       | 0      | 1      |
| 4      | Russia   | 0   | 2       | 0      | 2      |